# Yonnec Polet
 (mars 2025).
Motif : Sources centrées et neutres ? Notoriété encyclopédique ?
- Archive Wikiwix
- Bing
- Cairn
- DuckDuckGo
- E. Universalis
- Gallica
- Google
- G. Books
- G. News
- G. Scholar
- Persée
- Qwant
- (zh) Baidu
- (ru) Yandex
- (wd) trouver des œuvres sur Wikidata

| 1. | Préciser le motif de la pose du bandeau. | Précisez le motif de la pose du bandeau en utilisant la syntaxe suivante : {{admissibilité à vérifier\|date=mars 2025\|motif=remplacez ce texte par le motif}}                    |
| 2. | Informer les utilisateurs concernés.     | Pensez à avertir le créateur de l'article, par exemple, en insérant le code ci-dessous sur sa page de discussion : {{subst:avertissement admissibilité à vérifier\|Yonnec Polet}} |

 (mars 2025).
 (mars 2025).
 (mars 2025).
Yonnec Polet est un homme politique belge, né en 1971. 

## Biographie
Amateur de sports en général, il a pratiqué le football, le football en salle, le tennis, le badminton, la course à pieds et les Arts martiaux (champion et vice-champion de Belgique combat en Kung Fu)[réf. nécessaire]. 
Il a fait des études secondaires (sciences économiques) à l’Athénée Royal Jules Bordet, Bruxelles[réf. nécessaire].
Il est diplômé en Sciences politiques et Relations internationales de l'Université libre de Bruxelles, en Belgique[réf. nécessaire].

### Vie privée
Il est marié et père de deux filles.

## Engagement politique
Yonnec Polet est membre du PS depuis 1994, il a commencé son engagement au sein des Jeunes socialistes. Il est devenu président de la section des JS de Saint-Gilles, ensuite membre de l’exécutif national du MJS (secrétaire à l’International) sous les présidences de Ronald Gossiaux et Thérèse Boutsen.
En 1997, il devient vice-président d’ECOSY, les jeunes socialistes européens et organisation de jeunesse du PSE, lors du Congrès de Strasbourg. Il est élu par la suite à deux reprises secrétaire général de l’organisation, au Congrès de Tolède en 1999 (1999-2001) et au Congrès de Vienne en 2001 (2001-2003). 
Après avoir travaillé sur un projet d'économie sociale pour la réinsertion des chômeurs à Bruxelles et une autre année dans une PME de télécommunications, Yonnec a commencé à travailler pour le groupe socialiste au Parlement européen comme stagiaire (Fonds Francis Vals). En 2003, il devient l'assistant parlementaire d'Harlem Désir, député socialiste français au Parlement européen, et participe à sa campagne pour les élections européennes de 2004.
En septembre 2004, il rejoint le PSE en tant que conseiller pour les relations internationales et la mondialisation, avant d'être nommé chef de l'unité internationale et coordinateur du GPF. En septembre 2012, il est nommé secrétaire général adjoint du PSE.
Yonnec Polet a été très actif pour la paix et la lutte contre l’extrême droite au sein de nombreux mouvements de jeunesse et associatifs : Conseil de la jeunesse francophone, Mouvement des jeunes socialistes, etc. Il a été président de la CNAPD, (Coordination Nationale d'Action pour la Paix et la Démocratie), la plus grande plateforme pour la paix et les droits des citoyens en Belgique, de 2004 à 2008 et organisait les manifestations contre l’invasion de l’Irak, la paix au Proche-Orient, la reconnaissance de l’État palestinien, et a également organisé des projets avec des jeunes Palestiniens et Israéliens. Il a été président de Reso-j, la plateforme des organisations de jeunesse socialistes de 2008 à 2011. 
Il a participé à de nombreux événements internationaux (délégations au Moyen-Orient, en Asie, en Amérique du Nord et du Sud et en Afrique ; Forum social mondial au Brésil, Porto Alegre 2002 et 2003, en Inde, Mumbai 2004, au Sénégal, Dakar 2011, au Canada, Montreal 2016 ; Forum social européen à Florence 2002, Paris 2003, Londres 2004, Athènes 2006 et Malmö 2008). 

## Mandats politiques
Très actif au niveau local à Berchem-Ste-Agathe. Il est co-fondateur d’un projet de soutien scolaire dans la commune, l’ASBL Go West.
Il devient président de la section PS de Berchem-Sainte-Agathe en 2010.  Il est élu Conseiller communal en 2012 (13% - 4 élus PS). En 2018, il est tête de liste PS-Vooruit+ (18% - 5 élus PS) et devient 1er échevin.
Pour les élections communales de 2024, il est à nouveau tête de liste PS-Vooruit+ (7 élus – 23%) et redevient 1er échevin.
De 2014 à 2019, il a été secrétaire fédéral de la Fédération Bruxelloise du Parti Socialiste, sous la présidence de Laurette Onkelinx. Il a été Vice-président d’Actiris (2015-2016) et de la STIB (2016-2019).  Il est membre du Bureau national du PS.
En 2020, il est désigné par le Gouvernement bruxellois comme membre (suppléant de Rudi Vervoort) du Comité européen des Régions.